# لامون (کالیفرنیا)
لامون (به انگلیسی: Lamont) یک منطقهٔ مسکونی در ایالات متحده آمریکا است که در شهرستان کرن، کالیفرنیا واقع شده‌است. لامون ۱۱٫۹۸۰ کیلومتر مربع مساحت و ۱۵٬۱۲۰ نفر جمعیت دارد و ۱۲۳ متر بالاتر از سطح دریا واقع شده‌است.